# Vismarkt (Alkmaar)
De vismarkt in Alkmaar is een rijksmonument dat bestaat uit enkele stenen galerijen en overdekte visbanken. In de eerste helft van de 19e eeuw diende het gebouw als handelskantoor en viskraam. De vis werd in de galerijen opgeslagen en op de stenen visbanken uitgestald voor de markt.
De Alkmaarse visbanken zijn in de 16e eeuw gebouwd en zijn in 1755 verbouwd tot de huidige visbanken. De vismarkt is in 1998 gestopt. Daarvoor vond de markt nog elke vrijdag plaats.